# Список пустынь
Список пустынь — список крупнейших пустынь, по площади занимаемых ими территорий на планете Земля. 
Пусты́ня — природная зона c жарким аридным или холодным (постоянно или сезонно) и засушливым климатом, где за год выпадает не более 200—250 мм осадков, а испаряемость превышает этот показатель в 10-20 раз. Пустынный тип ландшафта, как правило, характеризуется равнинной поверхностью, разреженным растительным покровом и специфической фауной.
По данным ЮНЕСКО и ФАО к категории типичных пустынь относится 23 % суши. Самая крупная пустыня — Большая Антарктическая Пустыня.
Переходными зонами к пустыням являются полупустыни или опустыненные степи, также относящиеся к экстремальным ландшафтам. Отдельно обычно рассматривают холодные в Антарктике и Арктике — арктическая пустыня.

## Пустыни площадью более 50 000 км²
| Место | Название пустыни | Тип пустыни    | Изображение | Площадь (км²) | Расположение                                                                                |
| ----- | --- | -------------- | ----------- | ------------- | ------------------------------------------------------------------------------------------- |
| 1     | Антарктическая пустыня | Полярная       |             | 14 200 000    | Антарктида                                                                                  |
| 2     | Сахара | Тропическая    |             | 9 200 000     | Алжир, Чад, Египет, Ливия, Мали, Мавритания, Марокко, Нигер, Судан, Тунис и Западная Сахара |
| 3     | Арктическая пустыня | Полярная       |             | 13 900 000    | Пустынные территории Арктики на Аляске, в Канаде, Гренландии (Дания), России и Исландии     |
| 4     | Пустыня Аравийского полуострова | Тропическая    |             | 2 330 000     | Саудовская Аравия, Иордания, Ирак, Кувейт, Катар, ОАЭ, Оман и Йемен                         |
| 5     | Гоби | Субтропическая |             | 1 300 000     | Монголия и Китай                                                                            |
| 6     | Калахари | Субтропическая |             | 900 000       | Ангола, Ботсвана, Намибия и ЮАР                                                             |
| 7     | Патагонская пустыня |                |             | 673 000       | Аргентина и Чили                                                                            |
| 8     | Большая пустыня Виктория(входит в систему австралийских пустынь, которые могут рассматриваться как единая пустыня площадью 2,7 млн км²) | Субтропическая |             | 647 000       | Австралия                                                                                   |
| 9     | Сирийская пустыня | Субтропическая |             | 520 000       | Сирия, Иордания и Ирак                                                                      |
| 10    | Пустыня запада США |                |             | 492 000       | США                                                                                         |
| 11    | Чиуауа | Субтропическая |             | 450 000       | Мексика и США                                                                               |
| 12    | Большая Песчаная пустыня | Субтропическая |             | 400 000       | Австралия                                                                                   |
| 13    | Карру |                |             | 395 000       | ЮАР                                                                                         |
| 14    | Каракумы | Умеренная      |             | 350 000       | Туркменистан                                                                                |
| 15    | Плато Колорадо |                |             | 337 000       | США                                                                                         |
| 16    | Сонора | Субтропическая |             | 310 000       | Мексика и США                                                                               |
| 17    | Кызылкум | Умеренная      |             | 300 000       | Казахстан, Туркменистан и Узбекистан                                                        |
| 18    | Такла-Макан |                |             | 270 000       | Китай                                                                                       |
| 19    | Тар | Субтропическая |             | 200 000       | Индия и Пакистан                                                                            |
| 20    | Пустыня Гибсона | Тропическая    |             | 155 000       | Австралия                                                                                   |
| 21    | Симпсон | Субтропическая |             | 145 000       | Австралия                                                                                   |
| 22    | Атакама | Тропическая    |             | 140 000       | Чили и Перу                                                                                 |
| 23    | Намиб |                |             | 81 000        | Ангола и Намибия                                                                            |
| 24    | Деште-Кевир |                |             | 77 000        | Иран                                                                                        |
| 25    | Мохаве |                |             | 65 000        | США                                                                                         |
| 26    | Деште-Лут |                |             | 52 000        | Иран                                                                                        |

## В Азии
| Название                        | Площадь (км²) | Страны / регионы                                                                          | Примечания |
| ------------------------------- | ------------- | ----------------------------------------------------------------------------------------- | --- |
| Пустыни Аравийского полуострова | 2 300 000     | Аравийский полуостров: Иордания, Ирак, Кувейт, Оман, Катар, Саудовская Аравия, ОАЭ, Йемен | Песчано-каменистая пустыня; вторая по площади в мире; в её составе различают: Руб-эль-Хали, Большой Нефуд, Дехну, Нефуд-Дахи, Эль-Хаса.     |
| Гоби                            | 1 300 000     | Монголия, Китай                                                                           | Песчано-каменистая пустыня; в её составе различают Заалтайскую Гоби, Монгольскую Гоби, Алашаньскую Гоби, Гашунскую Гоби и Джунгарскую Гоби. |
| Сирийская пустыня               | 1 000 000     | Сирия, Иордания, Ирак                                                                     | Песчано-каменистая пустыня |
| Руб-эль-Хали                    | 650 000       | Саудовская Аравия                                                                         | Песчаная пустыня |
| Каракумы                        | 350 000       | Туркменистан                                                                              | Песчаная пустыня |
| Кызылкум                        | 298 000       | Казахстан, Узбекистан, Туркменистан                                                       | Песчаная пустыня |
| Такла-Макан                     | 270 000       | Китай                                                                                     | Песчаная пустыня |
| Тар                             | 238 700       | Индия, Пакистан                                                                           | Песчаная пустыня |
| Дашти-Марго                     | 150 000       | Афганистан                                                                                | Каменисто-глинистая пустыня |
| Цайдам                          |               | Китай                                                                                     | Песчано-солончаковая пустыня |
| Ордос                           | 90 600        | Китай                                                                                     | Песчано-глинистая пустыня |
| Деште-Лут                       | 82 500        | Иран                                                                                      | Солончаковая пустыня |
| Бетпак-Дала                     | 75 000        | Казахстан                                                                                 | Песчано-солончаковая пустыня |
| Большой Нефуд                   | 70 000        | Саудовская Аравия                                                                         | Песчаная пустыня |
| Дехна                           | 60 000        | Саудовская Аравия                                                                         | Песчаная пустыня |
| Большая Соляная пустыня         | 55 000        | Иран                                                                                      | Солончаковая пустыня |
| Регистан                        | 40 000        | Афганистан                                                                                | Песчаная пустыня |
| Тхал                            | 24 400        | Пакистан                                                                                  | Песчаная пустыня |
| Негев                           | 13 000        | Израиль                                                                                   | Каменисто-глинистая пустыня |
| Эль-Хаса                        |               | Саудовская Аравия                                                                         | Оазис |
| Барсуки Большие и Малые         |               | Казахстан                                                                                 | Песчаная пустыня |
| Иудейская пустыня               | 22            | Израиль                                                                                   | |

## В Африке
| Название | Площадь (км²) | Страны / регионы                                                                        | Примечания |
| -------- | ------------- | --------------------------------------------------------------------------------------- | --- |
| Сахара   | 9 000 000     | Египет, Ливия, Тунис,Алжир, Марокко,Западная Африка, Мавритания, Мали, Нигер,Чад, Судан | Песчано-каменистая пустыня; в её составе различают Тенере, Большой Восточный Эрг, Большой Западный Эрг, Танезруфт, Хамада-эль-Хамра, Эрг-Игиди, Эрг-Шеш, Алжирскую, Ливийскую, Нубийскую пустыни |
| Калахари | 900 000       | ЮАР, Ботсвана, Намибия                                                                  | Каменисто-глинистая пустыня |
| Карру    | 395 000       | ЮАР                                                                                     | Каменисто-глинистая пустыня; в её составе различают Малое Карру, Большое Карру и Верхнее Карру                                                                                                   |
| Намиб    | 100 000       | Намибия, ЮАР, Ангола                                                                    | Песчаная пустыня |
| Данакиль | 100 000       | Эфиопия, Эритрея                                                                        | Соляная пустыня |

## В Европе
| Название Пустыни | Площадь (км²) | Страны / регионы                              | Примечания                   |
| ---------------- | ------------- | --------------------------------------------- | ---------------------------- |
| Ногайская степь  | 10 000        | Прикаспийская низменность (Россия)            | Песчано-солончаковая пустыня |
| Рын-пески        | 40 000        | Прикаспийская низменность (Казахстан, Россия) | Песчано-солончаковая пустыня |
| Чёрные Земли     | 40 000        | Прикаспийская низменность (Россия)            | Песчано-солончаковая пустыня |

## В Северной Америке
| Название                        | Площадь (км²) | Страны / регионы                              | Примечания                                                                                      |
| ------------------------------- | ------------- | --------------------------------------------- | ----------------------------------------------------------------------------------------------- |
| Чиуауа                          | 362 000       | Мексика, амер. штаты Нью-Мексико и Техас      | Песчано-солончаковая пустыня; в её составе различают Уайт-сэндз                                 |
| Сонора                          | 311 000       | США, Мексика                                  | Песчано-каменистая пустыня; в её составе различают пустыни Алтар, Лечугилья, Юма, Юха, Колорадо |
| Нижнекалифорнийская пустыня     | 77 000        | Калифорнийский полуостров (Мексика)           | Песчаная пустыня                                                                                |
| Овайхи                          | 36 000        | Амер. штаты Айдахо, Невада и Орегон           | Каменистая пустыня                                                                              |
| Мохаве                          | 35 000        | Амер. штаты Калифорния, Невада, Юта и Аризона | Каменистая пустыня; в её составе различают пустыню Долина Смерти                                |
| Пустыня Большого Солёного озера | 10 360        | Амер. шт. Юта                                 | Солончаковая пустыня                                                                            |

## В Южной Америке
| Название    | Площадь (км²) | Страны / регионы | Примечания                     |
| ----------- | ------------- | ---------------- | ------------------------------ |
| Монте       | 460 000       | Аргентина        | Песчано-каменистая пустыня     |
| Патагонская | 400 000       | Аргентина        | Песчано-каменистая пустыня     |
| Сечура      | 188 735       | Перу             | Песчано-каменистая пустыня     |
| Атакама     | 90 000        | Чили             | Каменисто-солончаковая пустыня |

## В Австралии
| Название                 | Площадь (км²) | Страны / регионы          | Примечания                 |
| ------------------------ | ------------- | ------------------------- | -------------------------- |
| Большая пустыня Виктория | 424 400       | Южная Австралия           | Песчано-каменистая пустыня |
| Большая Песчаная пустыня | 360 000       | Северо-западная Австралия | Песчаная пустыня           |
| Танами                   | 292 194       | Северная Австралия        | Каменистая пустыня         |
| Симпсон                  | 170 000       | Центральная Австралия     | Песчаная пустыня           |
| Пустыня Гибсона          | 155 000       | Западная Австралия        | Песчаная пустыня           |
| Малая Песчаная пустыня   | 101 000       | Западная Австралия        | Песчаная пустыня           |
| Пустыня Стшелецкого      | 80 250        | Южная Австралия           | Каменистая пустыня         |